# クリス・ハフィンズ
クリス・ハフィンズ（Chris Huffins、1970年4月15日- ）は、アメリカ合衆国の陸上競技選手。2000年シドニーオリンピックの銅メダリストである。ニューヨーク･ブルックリン出身。

## 経歴
ハフィンズは、バスケットボールと、陸上競技の短距離、走幅跳の選手であったが、カリフォルニア大学在学中に十種競技に転向。遅咲きではあったが、持ち前の能力により世界レベルのアスリートへと成長していく。1992年3月に初めて十種競技の試合に出場。同年のバルセロナオリンピックの代表選考では15位という結果に終わっている。
1993年5月に、ニューオリンズで行われた試合で8007ポイントと、初めて8000ポイントの大台に乗せるが、シュトゥットガルトで開催される世界選手権の代表選考では9位に終わっている。
1995年の全米選手権では、8351ポイントでダン・オブライエンに次いで2位となり、同年のイェーテボリで開催される世界選手権への出場を決める。イェーテボリでは、優勝したオブライエンから40ポイント差で初日を終えたものの、2日目は円盤投で全米選手権のときより7mも悪い記録に終わり、結局オブライエンに500ポイント差の9位と惨敗してしまう。ハフィンズは、優れたスプリンター、ジャンパーであったため初日は健闘するものの2日目で遅れてしまうという傾向にあった。
ハフィンズは、1996年の全米選手権で8546ポイントの自己ベストを記録。この試合では100mで10秒22の十種競技での100mの世界記録を樹立。1996年アトランタオリンピックに出場するものの、8300ポイントで10位に終わる。
ハフィンズは1999年のセビリヤの世界選手権では、初日、チェコのトマシュ・ドヴォルザーク、イギリスのディーン・マーシーに次いで3位で折り返すと、これまでの彼の試合の傾向と異なり、2日目の種目でも健闘。棒高跳ではドボルザークやマーシーよりも高記録を出し、1500mでも自己3番目となる記録を残し、初日の3位を確保。初めての表彰台に立つ。
ハフィンズは、2000年全米選手権で2位となり、シドニーオリンピックへの出場を決める。シドニーでは、初日を終わり4554ポイントと、2位のマーシーに8ポイント差をつけトップで折り返す。2日目も好調なスタートを決め、得意の110mハードルを2番、円盤投ではトップの成績を出し、7種目を終わったところで、2位のチェコのロマン・セブルレに196ポイント差とリードを広げた。しかし続く苦手の棒高跳、やり投では、トップ争いをしている選手の中でもっとも低い成績にとどまってしまい、かろうじてリードはしているものの苦手の1500mを残し苦しい状況に追い込まれた。それでも、ハフィンズは、最後の1500mで自己ベストを13秒近く更新する踏ん張りを見せ、順位を2つ落としたが、2回目のオリンピックで初めてのメダルを獲得した。
ハフィンズは、同年、現役を引退。陸上競技のコーチとして活躍している。

## 自己ベスト
- 100m - 10秒22 (1996年)
- 走幅跳 - 8m01 (1993年)
- 砲丸投 - 16m44 (1996年)
- 走高跳 - 2m18 (1998年)
- 400m - 48秒05 (1996年)
- 110mハードル - 13秒82 (1997年)
- 円盤投 - 54m14 (1997年)
- 棒高跳 - 4m90 (1997年)
- やり投 - 64m35 (1999年)
- 1500m - 4分38秒71 (2000年)
- 十種競技 - 8694 (1998年)

## 主な実績
| 年   | 大会                   | 場所                       | 種目     | 結果 | 記録 |
| ---- | ---------------------- | -------------------------- | -------- | ---- | ---- |
| 1995 | 世界陸上選手権         | イェーテボリ(スウェーデン) | 十種競技 | 8位  | 8193 |
| 1996 | オリンピック           | アトランタ(アメリカ合衆国) | 十種競技 | 10位 | 8300 |
| 1999 | パンアメリカンゲームズ | ウィニペグ(カナダ)         | 十種競技 | 1位  | 8170 |
| 1999 | 世界陸上選手権         | セビリヤ(スペイン)         | 十種競技 | 3位  | 8547 |
| 2000 | オリンピック           | シドニー(オーストラリア)   | 十種競技 | 3位  | 8595 |